# Maravilha (Santa Catarina)
Maravilha ist eine Kleinstadt im Westen des Bundesstaats Santa Catarina in Brasilien.

## Persönlichkeiten
- Marlisa Wahlbrink (* 1973), Fußballspielerin